# William DuVall

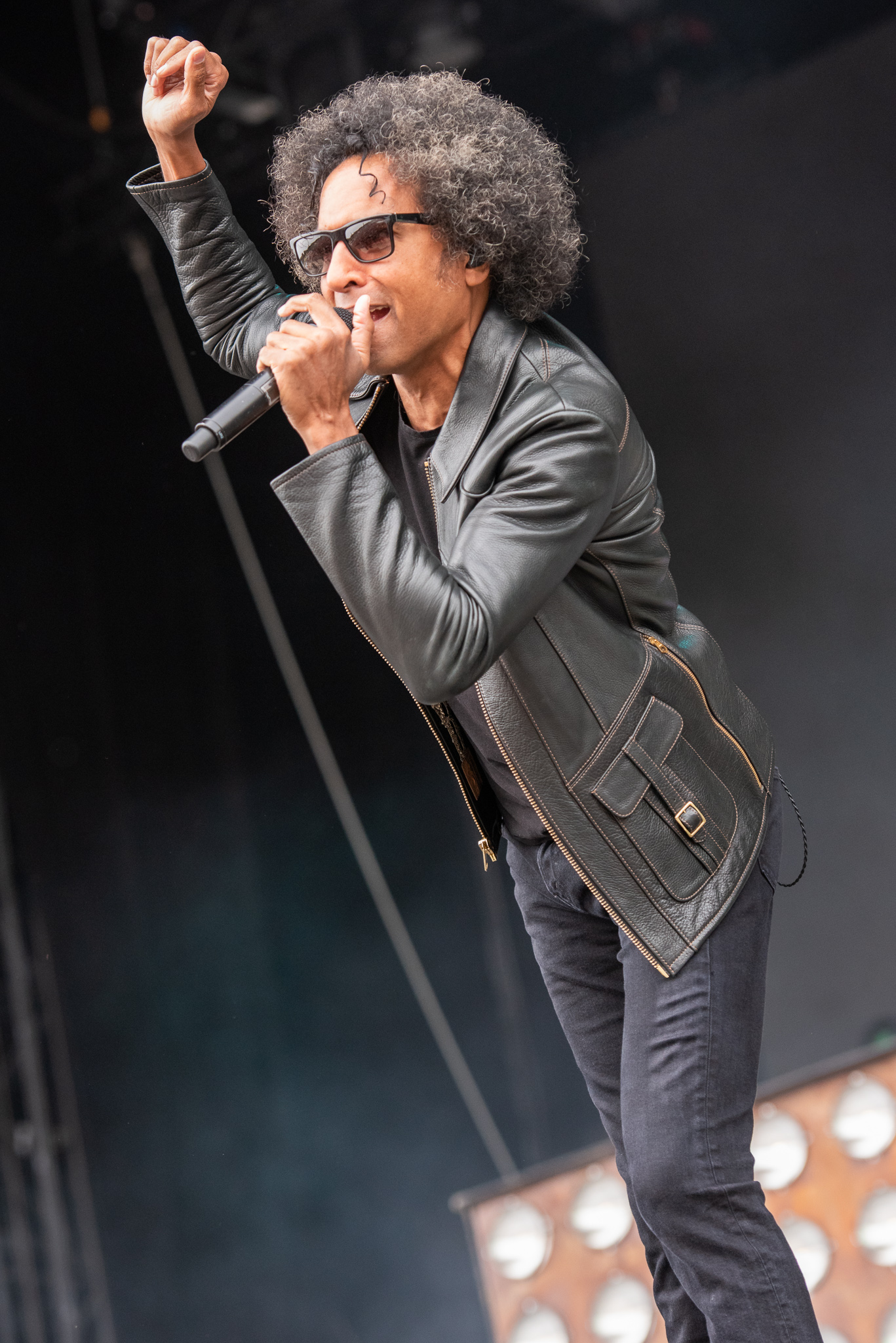
William DuVall (2019)

William Bradley DuVall (* 6. September 1967 in Washington, D.C.) ist ein US-amerikanischer Rockmusiker, der vor allem als Co-Leadsänger von Alice in Chains bekannt ist. Zugleich ist er Mitgründer, Leadsänger, Gitarrist und Songwriter der Band Comes with the Fall. Seit 2016 fungiert er als Sänger der US-amerikanischen Supergroup Giraffe Tongue Orchestra.

## Biografie

### Frühe Jahre (1983–1989)
William DuVall spielte zunächst in Atlanta bei einer Hardcore-Band namens Awareness Void of Chaos. 1983 gründete er die Hardcore-Band Neon Christ mit, wo er sich schon als Gitarrist und Textautor betätigte. Die Band spielte u. a. mit Gruppen wie Corrosion of Conformity und Bl'ast und veröffentlichte zwei Alben und setzte sich auch politisch ein. 1986 löste sie sich auf. 2004 kam es zu einer Re-Union für einen Auftritt. Nach der Auflösung von Neon Christ war DuVall kurzzeitig zweiter Gitarrist bei den nordkalifornischen Bl'ast, wo er auch ein wenig zu dem Album It’s in My Blood beitrug, er verließ die Band aber vor den eigentlichen Aufnahmen. Ende der 1980er spielte er in einer Jimi-Hendrix-inspirierten Band namens No Walls und widmete sich seinem College-Abschluss in Philosophie.

### 1990er und 2000er
DuVall war 1994 Co-Autor des Songs I Know für die ebenfalls aus Atlanta stammende Dionne Farris. Das Lied erhielt einen ASCAP-Award. Ende der 1990er gründete DuVall die Band Madfly mit Nico Constantine, Bevan Davies und Jeffery Blount. Auch hier war er wieder Gitarrist, Sänger und Songschreiber. Zwei Alben, Get the Silver und White Hot in the Black, erschienen über DuValls eigenes Label DVL Recordings im Vertrieb von Mercury Records/PolyGram. 1999 gründeten die drei Musiker Comes with the Fall, Adam Stanger stieß als Bassist hinzu. Die erste selbstbetitelte CD erschien 2000, The Year Is One folgte 2001. Die Band spielte auch als Support für den Alice in Chains-Gitarristen Jerry Cantrell auf dessen Degradation-Trip-Touren 2001 und 2002. Es folgten ein Live-Album und eine Live-DVD. The Reckoning wurde als EP 2006 veröffentlicht, das Album Beyond the Last Light erschien 2007, beide über DuValls Label.

### Alice in Chains

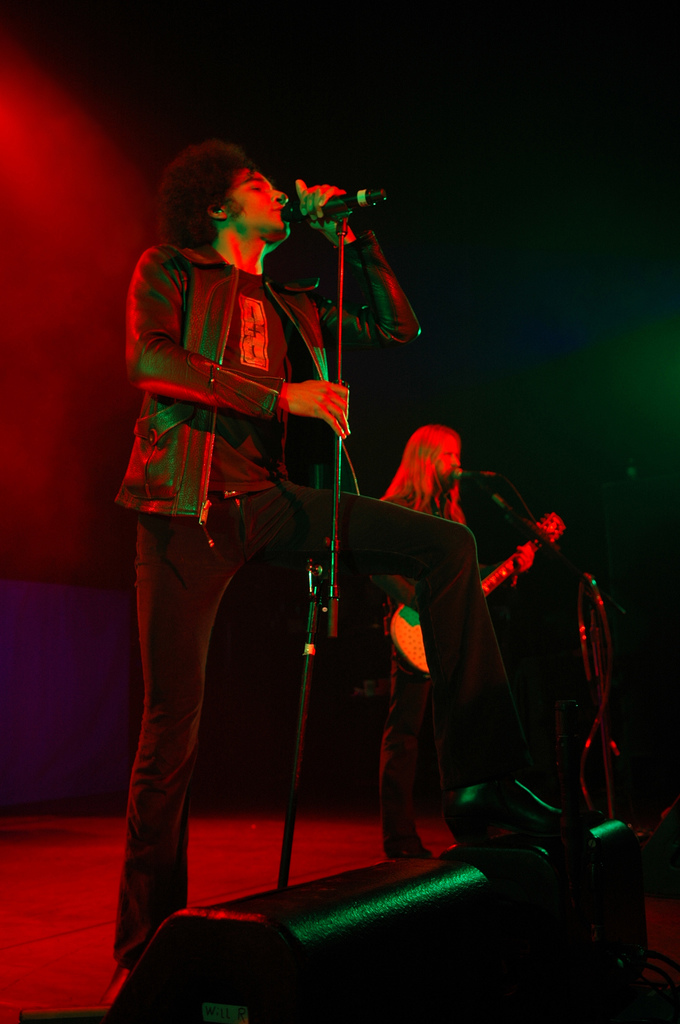
DuVall live mit Alice in Chains (2006)

Nachdem der ursprüngliche Sänger von Alice in Chains, Layne Staley, am 5. April 2002 verstorben war, intensivierte sich die Zusammenarbeit mit Jerry Cantrell, als dieser musikalisch zunehmend wieder aktiv wurde. 2007 ging die Band mit DuVall gemeinsam mit Velvet Revolver und Kill Hannah auf die The-ReEvolution-Tour, die in zwei Teilen stattfand, in Europa und den USA. Eine weitere Tour führte nach Australien. Nach DuValls offiziellem Einstieg als Lead-Sänger begann die Arbeit am Album Black Gives Way to Blue, das am 29. September 2009 erschien. Auch bei Alice in Chains spielt DuVall live zum Teil die zweite Gitarre, oft eine ESP Hybrid oder eine Gibson Les Paul.

### Giraffe Tongue Orchestra
Anfang 2016 wurde DuVall als neuer Sänger der Supergroup Giraffe Tongue Orchestra vorgestellt, die im September des gleichen Jahres ihr Debütalbum Broken Lines veröffentlichte.